# Hypselognathus rostratus
Hypselognathus rostratus är en fiskart som först beskrevs av Waite och Hale 1921.  Hypselognathus rostratus ingår i släktet Hypselognathus och familjen kantnålsfiskar. Inga underarter finns listade i Catalogue of Life.